# 中国市场出版社
中国市场出版社是中华人民共和国的一家出版社，原名中国物价出版社，成立于1988年8月，社址位于北京市。隶属于中华人民共和国国家发展和改革委员会。